# دفاع از برج

گیم‌پلی و محیط بازی

 دفاع از بُرج (انگلیسی: Tower defense) یا به اختصار (TD) یک ژانر بازی ویدئویی از بازی‌های ویدئویی استراتژی است که در آن هدف دفاع از سرزمین‌ها یا دارایی های بازیکنان با جلوگیری از حملهٔ دشمن یا جلوگیری از رسیدن دشمن به محل خروج است که معمولاً با قرار دادن ساختارهای دفاعی در مسیر حمله یا در امتداد آن انجام می‌شود.  به طور معمول به معنای ساخت انواع ساختارهای مختلف است که برای مسدود کردن، جلوگیری، حمله و یا از بین بردن خودکار دشمنان است.